# Non è magia

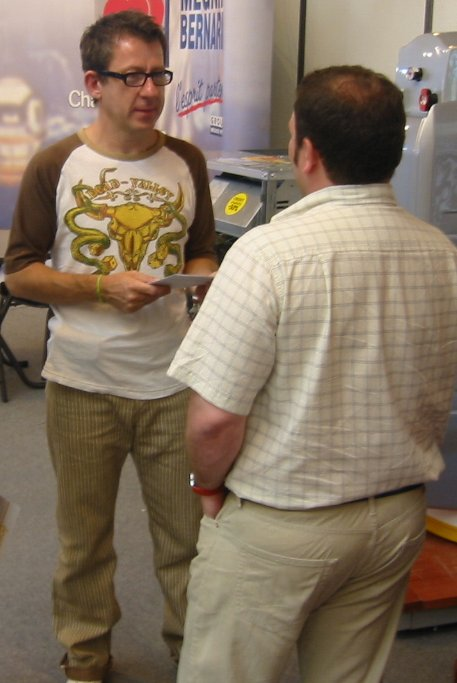
Jamy Gourmaud, l'esperto del programma, in un'immagine del 2006.

Non è magia è l'edizione italiana del programma televisivo C'est pas sorcier, un prodotto di intrattenimento educativo mandato in onda dalla televisione francese. In Italia, il programma è andato in onda in alcuni periodi, con cadenza giornaliera, sul canale Rai Gulp, facente parte dell'offerta televisiva digitale della Rai.
La sua redazione giornalistica si è prefissa l'obiettivo di creare un magazine di divulgazione scientifica accessibile agli adolescenti.

## Programmazione francese
In Francia va in onda sul canale France 3 fin dal 10 novembre 1994: tra i programmi televisivi francesi attualmente in onda, è fra quelli di più vecchia data, con un successo costante. Viene trasmesso dal lunedì al venerdì alle 16:55 e la domenica alle 10:45; a partire dal 15 settembre 2008 è trasmesso alle 8:40.

## Programmazione dell'edizione italiana

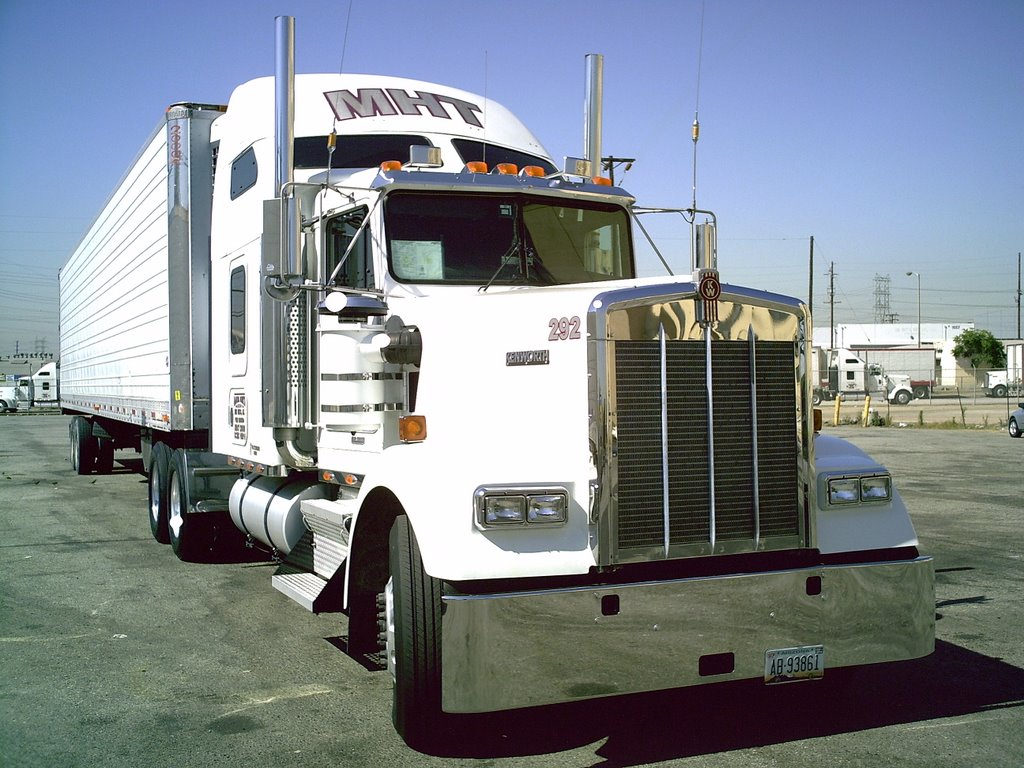
Un Kenworth bianco, l'autocarro che si presta come camion-laboratorio della trasmissione

## Spirito del programma
Frédéric «Fred» Courant o Sabine Quindou, inviati sul posto, visitano laboratori, miniere, monumenti... e introducono le questioni a cui Jamy Gourmaud dovrà dare una risposta.
È quest'ultimo, infatti, a bordo di un camion-laboratorio guidato dall'autista «Marcel», che presenta le spiegazioni teoriche, servendosi di plastici e di esperimenti. I plastici sono realizzati da David Mahé.
Infine, la vocina, interpretata dall'attrice Valérie Guerlain, distilla i suoi commenti sulle immagini documentarie e su qualche scena umoristica.
Dal 2004, la trasmissione è presentata, in alternanza, sia da Sabine e Jamy, che da Fred e Jamy; i tre protagonisti non sono mai impegnati insieme se non raramente, come nella puntata del 2006 sul bilancio dello Stato o quella del 2007 sulla polizia scientifica.
Da settembre 2008, le puntate inedite sono trasmesse la domenica mattina.

## Scheda tecnica
- Produzione: Riff Production (Carrere group)
- Realizzazione: Luc Baudonnière, Catherine Breton, Christophe Chayé, François Chayé, Bernard Gonner, Christophe Renon...
- Caporedattore: Frédéric Courant e Bruno Bucher

Le sigla che mostra il camion è stata girata nel 1994 sull'altopiano dell'Aubrac. La musica è quella del brano Boogie Body, edito da Koka Media.
Ciascuna puntata dura circa 26 minuti, fatta eccezione per le puntate speciali collegate alla manifestazione Fête de la Science (Festival della Scienza), che durano il doppio.

## Premi
La trasmissione ha ricevuto nel 1999 il Sept d'or, quale migliore trasmissione educativa. 
È stata più volte premiata al Prix Roberval: (fino al 2007) ha ricevuto tre volte il Prix Televisione (1996, 2004 e 2005), e due volte la "Menzione speciale" (2000 e 2001). Nel
2007 è stata premiata con il Trophées de la 20e année (Trofeo del ventennale) con cui l'organizzazione del premio ha inteso «rendere omaggio a un autore, a due editori e a due magazine televisivi, per la qualità eccezionale e costante della loro produzione e il loro contributo attivo alla diffusione delle conoscenze tecnologiche».

## Marketing
- Dal 2002, France 3 ha iniziato a mettere in vendita, in videocassetta o DVD, le oltre 400 puntate realizzate fino ad aprile 2008.
- Un gioco di società realizzato dalla Lansay ha venduto 150 000 copie ad ottobre 2004.
- Nel 2006 sono stati messi in commercio due videogiochi, "Mystérieuse disparition en Amazonie" (Misteriosa scomparsa in Amazzonia) e "Menace sur le volcan Tamakou" (Minaccia sul vulcano Tamakou),  realizzati da Mindscape.
- Alla fine del 2006 sono usciti i libro-kit della serie "C'est pas sorcier d'être...", pubblicati da Nathan. Essi permettono al lettore di mettersi nei panni di un eroe (Cristoforo Colombo, Ivanhoe, un tuareg, un pompiere o perfino un delfino o un lupo). Alla fine di ogni pagina, il lettore dovrà scegliere l'itinerario da seguire, attraverso il quale apprenderà nuove cose sulle condizioni di vita dell'eroe di turno, sulla vita di un animale o sui rischi corsi da un pompiere.